# Czyżewo (województwo lubuskie)
Czyżewo – wieś w Polsce położona w województwie lubuskim, w powiecie strzelecko-drezdeneckim, w gminie Strzelce Krajeńskie.
W latach 1975–1998 miejscowość należała administracyjnie do województwa gorzowskiego.